# Intervenção e Resgate Animal
O Núcleo de Intervenção e Resgate Animal (conhecido como Intervenção e Resgate Animal ou IRA) é uma organização não governamental portuguesa de ações de assistência à proteção civil e resgate animal. Alguns dos seus elementos são membros ativos de forças de segurança, militares e/ou bombeiros.
Tem como propósitos a avaliação, planeamento e resgate de animais vítimas de abandono e/ou maus-tratos, o resgate de animais em risco imediato de vida (ou que coloquem a vida dos cidadãos em risco), a intervenção em cenários de calamidade, catástrofe ou desastre e a prestação de apoio logístico aos órgãos de polícia criminal e entidades de proteção civil.
Os seus membros atuam sempre uniformizados de negro, outra característica comum às suas viaturas.
Partilham a sua atividade nas redes sociais Facebook, Instagram, Tik Tok e Youtube. Nestas redes sociais, para além de mostrarem os seus resgates, costumam divulgar imagens de animais mal tratados, fazer apelos para a adoção de animais e divulgar ações de sensibilização em escolas.
A sua área de atuação implementa-se no distrito de Lisboa, distrito do Porto, distrito de São Miguel (Açores) e diversos municípios do distrito de Setúbal, mas no que toca a situações de Emergência, a intervenção do grupo estende-se a nível nacional.
Atualmente estão reconhecidos pelo ICNF como entidade para o bem-estar animal e foram integrados como uma Organização de Voluntariado de Proteção Civil (OVPC), de forma a estarem aptos a colaborar diretamente com o Estado português em cenários de catástrofe.

## História
Surge em 2016, no âmbito de um apelo de adoção a uma cadela Staffordshire bull terrier com o nome de KIRA, que foi resgatada após ser utilizada em lutas ilegais de animais e reprodução ilegal para fins comerciais. Após esse resgate, dado o método e a forma de atuação, começaram a receber mais denúncias de maus-tratos a animais.
Em 2018, foram acusados de ser uma organização terrorista numa reportagem da TVI, o que levou a que a Unidade Nacional de Contraterrorismo da Polícia Judiciária e o Ministério Público abrissem uma investigação sobre o grupo, por crimes como assalto à mão armada, sequestro e terrorismo. Segundo a reportagem, um dos integrantes do grupo seria uma, nessa altura, dirigente do partido Pessoas-Animais-Natureza, Cristina Rodrigues. Para além de negar qualquer ligação com partidos políticos, o grupo negou todas as acusações e referiu que nenhum elemento do IRA foi constituído arguído em qualquer processo. O grupo referiu que o envolvimento de Cristina Rodrigues foi meramente de aconselhamento e apoio pro bono na área jurídica. Após uns dias, apresentaram queixa-crime contra a TVI por difamação do nome da organização.
No final do mesmo ano, anunciaram a abertura de uma clinica veterinária em Lisboa e de uma Petshop no Porto, de forma a financiar a sustentabilidade do grupo, gerando mais fundos para o seu crescimento.
Em 2019 era constituído por três delegados, cinco subdelegados e nove voluntários de proximidade (17 elementos).
Em 2020, anunciou a criação de um cartão de associado que serviria como forma de financiamento das suas intervenções, resgates e expansão da sua área de atuação.
Actualmente a organização conta com cerca de 42 elementos no distrito de Lisboa, 18 elementos no distrito do Porto e 5 elementos na ilha de São Miguel - Açores.